# 3233 Krisbarons
3233 Krisbarons eller 1977 RA6 är en asteroid i huvudbältet som upptäcktes den 9 september 1977 av den rysk-sovjetiske astronomen Nikolaj Tjernych vid Krims astrofysiska observatorium på Krim. Den har fått sitt namn efter Krišjānis Barons.
Asteroiden har en diameter på ungefär 4 kilometer och den tillhör asteroidgruppen Flora.